# Look (magazine)
Pour les articles homonymes, voir Look.
Look est un magazine bimensuel illustré américain, à très fort tirage, édité aux États-Unis de 1937 à 1971, dont le contenu était plus orienté sur les photographies que sur les articles.

## Histoire
Contemporain de la refonte du périodique Life en magazine photo-illustré, Look, sous-titré Monthly Picture Magazine, va, après la guerre, publier quantités de photo-reportages d'investigation à caractère sensationnel, dont un, resté fameux, sur l'affaire Emmett Till publié le 17 janvier 1956. Les chiffres de diffusion dépassent alors la barre des trois millions d'exemplaires. Dès 1960, avec le photographe James Karales (en), le magazine suit l'évolution du mouvement afro-américain des droits civiques à travers les États-Unis.
Stanley Kubrick a commencé sa carrière de photographe indépendant dans le magazine en 1948. Il quitte définitivement le journal quatre ans plus tard pour se lancer dans la réalisation de films.
Norman Rockwell est illustrateur à partir de 1963.
En octobre 1971, la baisse des recettes publicitaires liée à l'arrivée de la télévision, érode par trop les ventes du journal, qui cesse alors ses activités, après avoir dépassé les sept millions d'exemplaires en 1969.
Hachette Filipacchi Médias tente de relancer Look, The Picture Newsmagazine en février 1979, un bimensuel sous un format plus petit mais l'expérience ne dure qu'une année.
Le fonds d'archives du journal (environ 5 millions de photographies) est légué à la Bibliothèque du Congrès et est accessible en ligne.